# Ковпинська сільська рада
Ко́впинська сільська́ ра́да — адміністративно-територіальна одиниця та орган місцевого самоврядування в Новгород-Сіверському районі Чернігівської області. Адміністративний центр — село Ковпинка.

## Загальні відомості
- Територія ради: 90,583 км²
- Населення ради: 944 особи (станом на 2001 рік)

## Населені пункти
Сільській раді були підпорядковані населені пункти:
- с. Ковпинка
- с. Будище
- с. Кремський Бугор
- с. Михайлівка
- с. Новеньке
- с. Пушкарі
- с. Роща

### Колишні населені пункти
- с. Піщанка, зняте з обліку 2009 року

## Склад ради
Рада складалася з 12 депутатів та голови.
- Голова ради: Сбитна Антоніна Петрівна
- Секретар ради: Надточій Валерій Сергійович

### Керівний склад попередніх скликань
| Прізвище, ім'я, по батькові   | Основні відомості                                                                       | Дата обрання | Дата звільнення |
| ----------------------------- | --------------------------------------------------------------------------------------- | ------------ | --------------- |
| Алексеєнко Володимир Іванович | Сільський голова, 1957 року народження, безпартійний                                    | 26.03.2006   | 24.12.2008      |
| Сбитна Антоніна Петрівна      | Сільський голова, 1968 року народження, член Партії регіонів                            | 03.05.2009   | 31.10.2010      |
| Сбитна Антоніна Петрівна      | Сільський голова, 1960 року народження, освіта середня спеціальна, член Партії регіонів | 31.10.2010   |                 |

Примітка: таблиця складена за даними сайту Верховної Ради України

### Депутати
За результатами місцевих виборів 2010 року депутатами ради стали:

#### За суб'єктами висування
| Суб'єкт висування | Кількість обраних депутатів | %  |
| ----------------- | --------------------------- | -- |
| Партія регіонів   | 9                           | 75 |
| Самовисування     | 3                           | 25 |

#### За округами
| № округу        | Прізвище, ім'я, по батькові   | Дата визнання обраним | Освіта             | Партійна приналежність | Відомості про обраного депутата                                                                     |
| --------------- | ----------------------------- | --------------------- | ------------------ | ---------------------- | --------------------------------------------------------------------------------------------------- |
| Партія регіонів |                               |                       |                    |                        | |
| 1               | Авсеєнко Марина Петрівна      | 01.11.2010            | середня спеціальна | член Партії регіонів   | тимчасово не працює                                                                                 |
| 3               | Єрмакова Олена Василівна      | 01.11.2010            | середня            | позапартійна           | тимчасово не працює                                                                                 |
| 4               | Чернявська Жанна Юріївна      | 01.11.2010            | середня спеціальна | позапартійна           | ПП «Почечун», продавець                                                                             |
| 5               | Надточій Валерій Сергійович   | 01.11.2010            | середня спеціальна | член Партії регіонів   | Ковпинська сільська рада, секретар                                                                  |
| 6               | Кулешов Володимир Миколайович | 01.11.2010            | середня спеціальна | член Партії регіонів   | пенсіонер                                                                                           |
| 8               | Макарець Валентина Віталіївна | 01.11.2010            | вища               | позапартійна           | Пущкарівська загальноосвітня школа І-ІІ ст., директор                                               |
| 10              | Адаменко Наталія Василівна    | 01.11.2010            | середня            | член Партії регіонів   | Новгород-Сіверський ТЦ соціального обслуговування (надання соціальних послуг), соціальний працівник |
| 11              | Крицький Микола Іванович      | 01.11.2010            | середня            | позапартійний          | ДП «Н-Сіверськрайагролісгосп», лісник                                                               |
| 12              | Єрмоленко Степан Миколайович  | 01.11.2010            | середня спеціальна | член Партії регіонів   | ДП «Н-Сіверськрайагролісгосп», лісник                                                               |
| Самовисування   |                               |                       |                    |                        | |
| 2               | Сергієнко Микола Миколайович  | 01.11.2010            | вища               | позапартійний          | тимчасово не працює                                                                                 |
| 7               | Ганжа Людмила Миколаївна      | 01.11.2010            | середня спеціальна | позапартійна           | центр поштового зв'язку № 4, листоноша                                                              |
| 9               | Сергієчко Василь Гаврилович   | 01.11.2010            | середня            | позапартійний          | пенсіонер                                                                                           |